# Qué debería hacer Rusia con Ucrania
Qué debería hacer Rusia con Ucrania (en ruso: Что Россия должна сделать с Украиной, romanizado: Chto Rossíya dolzhná sdélat s Ukraínoy) es un artículo de opinión escrito por el filósofo y criminal ruso Timoféi Serguéitsev y publicado por la agencia de noticias estatal rusa RIA Novosti. El artículo de connotaciones genocidas pide la destrucción total de Ucrania como Estado-nación y la identidad nacional ucraniana con el objetivo de la «desnazificación» de esta última como fachada de los crímenes contra la humanidad que el régimen ruso comete.
Se publicó el 3 de abril de 2022 en el contexto de la actual invasión rusa de Ucrania, el mismo día en que se descubrieron los cuerpos de decenas de civiles tras la retirada de los invasores rusos de la ciudad ucraniana de Bucha.
El artículo provocó críticas e indignación internacional y ha sido condenado como prueba de intención genocida.

## Contenido
El artículo aboga por la "censura brutal" de la cultura ucraniana, la "rusificación" y la "desucranización" a gran escala de los ucranianos en los territorios ocupados por Rusia en la invasión de Ucrania de 2022.
El autor insiste en que el etnocentrismo de Ucrania es una perversión artificial, que la existencia de Ucrania es "imposible" como Estado-nación, y que no se puede permitir que exista la palabra "Ucrania" en sí misma. Según el autor, Ucrania debería ser desmantelada y reemplazada por varios estados bajo el control directo de Rusia. Añade que el "componente étnico de la autoidentificación" de Ucrania también sería rechazado tras su ocupación por Rusia.
El autor afirma que "lo más probable es que la mayoría" de los civiles ucranianos sean "nazis" que "técnicamente" no pueden ser castigados como criminales de guerra, pero pueden ser objeto de "desnazificación". Si bien Serguéitsev señala que no hay partidos nazis, símbolos, leyes racistas u otra evidencia del nazismo real, responde afirmando que "el nazismo ucraniano es único debido a su amorfismo y ambigüedad", que es, según Timothy Snyder, equivalente a una "definición rusa especial del nazismo", quien es simplemente alguien que se opone al comunismo pero ignorando el componente racial del Holocausto. El autor afirma que los banderistas [seguidores del controvertido Stepán Bandera] son en realidad marginales al "ucronazismo" y que la verdadera amenaza es el proeuropeísmo.
Afirma que los ucranianos deben "asimilar la experiencia" de la guerra "como una lección histórica y una expiación por [su] culpa". Después de la guerra, el trabajo forzado, el encarcelamiento, exterminio y la pena de muerte serían utilizados como castigo. Después de eso, la población sería "integrada" a la "civilización rusa". El autor describe las acciones previstas como una "descolonización" de Ucrania.
Según Antón Shejovtsov, escribiendo en Haaretz, el artículo es una versión ampliada de un artículo de 2016 del columnista ruso Alexander Zhuchkovsky, quien está vinculado al Movimiento Imperial Ruso de corte fascista y supremacista. En ese artículo, Zhuchkovsky pidió la deshumanización de los ucranianos y dijo: "Es natural y correcto, ya que no luchamos contra personas sino contra enemigos, [...] no contra personas sino contra ucranianos".

## Autor
El autor del texto, Timoféi Serguéitsev, asesoró proyectos del magnate ucraniano Víktor Pinchuk entre 1998 y 2000, incluida la campaña electoral parlamentaria de Pinchuk en Ucrania en 1998, y fue miembro de la junta directiva de Interpipe Group.
Nació en 1963. Estudió en el Instituto de Física y Tecnología de Moscú entre 1980 y 1986. Siendo estudiante, asistió a conferencias del filósofo y metodólogo Gueorgui Schedrovitski, fundador del Círculo Metodológico de Moscú, convirtiéndose en su seguidor.
En 1999, trabajó para la campaña presidencial del entonces presidente ucraniano Leonid Kuchma. En septiembre de 2004, fue consultor de Víktor Yanukóvich. En 2010, trabajó con Arseni Yatseniuk. En 2012, Serguéitsev coprodujo el largometraje ruso Match, que fue criticado por su mensaje ucrainofóbico. En 2014, fue prohibido en el territorio de Ucrania como propaganda rusa.
Según Der Tagesspiegel, Serguéitsev apoya al partido político putinista "Plataforma Cívica" financiado por uno de los oligarcas del círculo íntimo de Putin. Según Euractiv, Serguéitsev es "uno de los ideólogos del fascismo ruso moderno".

## Reacciones

### Reacción dentro de Rusia
Dmitri Medvédev, vicepresidente del Consejo de Seguridad de Rusia, reiteró los puntos principales del artículo unos días después de su publicación. Según Medvédev, "un segmento apasionado de la sociedad ucraniana ha estado rezando al Tercer Reich", Ucrania es un estado nazi como el Tercer Reich que debe ser "desnazificado" y "erradicado", y el resultado será un colapso de Ucrania como estado. Medvédev afirma que el colapso es un camino hacia "una Eurasia abierta desde Lisboa hasta Vladivostok".
El 26 de abril de 2022, Nikolái Pátrushev dijo que "los estadounidenses, utilizando a sus protegidos en Kiev, decidieron crear una antípoda de nuestro país, eligiendo cínicamente a Ucrania para esto, tratando de dividir una nación esencialmente única" y que "el resultado de la política de Occidente y el régimen de Kiev bajo su control sólo puede ser la desintegración de Ucrania en varios estados".

### Reacciones internacionales
El presidente de Ucrania, Volodímir Zelenski, dijo que el artículo es una prueba de los planes de la Federación de Rusia para llevar a cabo un genocidio de ciudadanos ucranianos. Señaló que para denotar el genocidio de los ucranianos en el artículo se utilizaron los términos "desucranización" y "deseuropeización". En su opinión, esta es una de las pruebas para un futuro tribunal contra los crímenes de guerra rusos en Ucrania.
Según un representante de Ucrania en las negociaciones de paz ruso-ucranianas, Myjailo Podoliak, el artículo es un llamamiento oficial a los asesinatos en masa de ucranianos debido a su origen étnico, y será considerado como tal por los tribunales penales internacionales. El Ministro de Cultura y Política de Información de Ucrania, Oleksandr Tkachenko, comentó:

Cínicamente, el autor habla del nazismo ucraniano. Cuando vemos exactamente lo contrario: Rusia está asesinando en masa a los ucranianos debido a su identidad nacional. ¿Cómo debería llamarlo? Responderé de inmediato: es el genocidio del pueblo ucraniano por parte de Rusia.

El jefe del Ministerio de Relaciones Exteriores de Letonia, Edgars Rinkēvičs, llamó al artículo "fascismo ordinario". El ex embajador de Canadá en Ucrania, Roman Waschuk, dijo que "esencialmente es una retórica 'licencia para matar' a ucranianos".
Slavoj Žižek calificó el artículo de "locos delirios" y señaló que "la brutal explotación del Sur Global por parte de las potencias imperiales occidentales es una verdad que nunca debe olvidarse. Pero es extraño escuchar ese tipo de comentarios de Rusia, con su larga historia de tal comportamiento". ... Ahora, se nos dice que Kazajistán, Azerbaiyán, Georgia y Ucrania serán "descolonizados" mediante... la colonización rusa. Los territorios serán liberados contra la voluntad de sus pueblos (que tendrán que ser reeducados o disueltos de otro modo)" y que "si se quiere evitar una nueva guerra mundial, será a través de una "paz caliente", con inversiones militares masivas que sostengan un nuevo y frágil equilibrio de poder".

### Legal
En Alemania, en abril de 2022, el diputado del Bundestag, Thomas Heilmann, presentó una demanda contra el autor del artículo. Según Heilmann, el artículo puede ser una violación de la Convención para la Prevención y la Sanción del Delito de Genocidio.
En Ucrania, en mayo, la Oficina del Fiscal General abrió una investigación previa al juicio en el caso.
El 3 de junio de 2022, la Unión Europea incluyó a Serguéitsev en la lista de personas sancionadas por desarrollar "acciones que socavan o amenazan la integridad territorial, soberanía e independencia de Ucrania".

## Crítica
Según Mika Aaltola, director del Instituto Finlandés de Asuntos Internacionales, el artículo mostraba que la propaganda de guerra rusa "se desarrollaba en una dirección preocupante".
Según Meduza, el artículo es "esencialmente un anteproyecto para el genocidio" de los ucranianos.
Según el experto de Oxford en asuntos rusos, Samuel Ramani, el artículo "representa el pensamiento dominante del Kremlin".
El historiador estadounidense Timothy Snyder, que define a Rusia como un estado fascista, escribió que el texto "aboga por la eliminación del pueblo ucraniano como tal". Más tarde señaló que utiliza una definición especial de la palabra "nazi": "un nazi es un ucraniano que se niega a admitir que es ruso". En su opinión, el artículo revela la intención genocida de Rusia.
Slavoj Žižek escribió: "Entonces, Rusia planea hacer con Ucrania lo que Bertolt Brecht describe en su poema de 1953 "La solución": disolver al pueblo y elegir a otro. Al leer los locos delirios de Serguéitsev junto con la afirmación de Putin de que Lenin inventó Ucrania, podemos discernir la posición rusa actual. Ucrania tiene dos padres: Lenin, quien la inventó, y Hitler, quien inspiró a los "ukronazis" de hoy para materializar el invento de Lenin... Ahora, se nos dice que Kazajstán, Azerbaiyán, Georgia y Ucrania serán "descolonizados" a través de... la colonización rusa. Los territorios serán liberados contra la voluntad de su gente (que tendrá que ser reeducada o disuelta de otra manera). Si se quiere evitar una nueva guerra mundial, será a través de una "paz caliente, "con inversiones militares masivas que sustentan un nuevo y frágil equilibrio de poder. La fragilidad de la situación se deriva no solo de intereses económicos en conflicto, sino también de interpretaciones contradictorias de la realidad, que no se trata solo de resolver hechos. Sino simplemente de tratar de demostrar que las afirmaciones rusas son falsas pasa por alto el punto planteado por Aleksandr Duguin, el filósofo de la corte de Putin: “La posmodernidad muestra que toda supuesta verdad es cuestión de creer. Así que tenemos nuestra verdad rusa especial que debes aceptar”. La fe, al parecer, anula el conocimiento. Según la “verdad rusa especial”, los soldados rusos no dejaron cadáveres de civiles brutalizados en Bucha y otras ciudades y pueblos ucranianos; los propagandistas occidentales supuestamente escenificaron esas atrocidades. Dadas estas circunstancias, los occidentales deben dejar de proponer que Zelensky se reúna con Putin para negociar un acuerdo de paz... Cualquier eventual negociación tendrá que ser conducida por burócratas de bajo nivel. Putin y su círculo íntimo son criminales que deben ser ignorados tanto como sea posible".